# Устричные острова

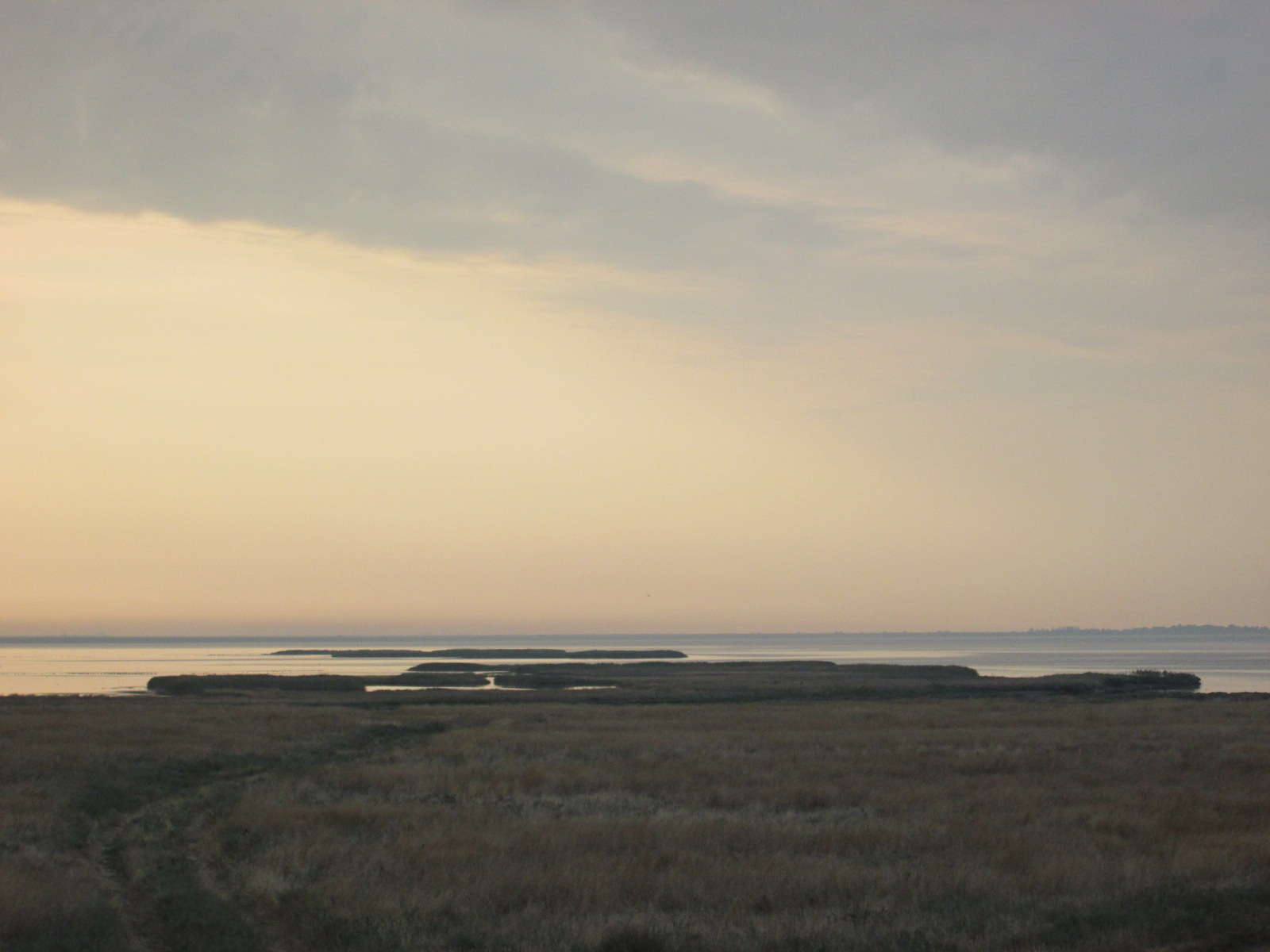

Устричные острова — архипелаг, расположенный у восточного побережья полуострова Хорлы (Горький Кут) Каланчакского района Херсонской области в Каркинитском заливе Черного моря. Архипелаг формируют два низких болотистых острова: «Западный» и «Восточный», общей площадью 4 га.

## География и климат
Устричные острова входят в Джарылгачский природный комплекс, отделяя с юго-запада залив Широкий от Джарилгацкого. Оба острова болотистые. Типологически этот архипелаг подобен Каржинским островам.
Климат островов умеренно-континентальный, но смягчен морем.

## Флора и фауна островов
Оба острова покрыты тростником; небольшие пробелы заросли луговой растительностью и галофитами. «Восточный» остров окружен зарослями тростника, а внутри него есть мелководные озерца с зарослями солероса европейского (Salicórnia europaéa). Возвышенные части «Восточного» острова занимает Полынь сантонинная (Artemisia santonica L.), пырей, а на южном побережье этого же острова растет Катран понтийский (Crámbe póntica).
На островах распространены виды птиц, встречающихся в целом в Джарылгачском заливе: 248 видов птиц, в том числе лебедь-кликун, лебедь-шипун, гусь серый, гусь белолобый, другие виды утиных, бакланы, Крачки, Большой кроншнеп, лысуха, кулики. У побережья есть популяция ската Морской кот.

## Этимология
Вскоре после основания порта Хорлы на Устричных островах по инициативе Софии Фальц-Фейн на Устричных островах был основан завод по выращиванию устриц — именно от этого производства архипелаг получил свое название.